# Малыгино (Рыбинский район)
Малыгино — деревня на территории Николо-Кормской сельской администрации Покровского сельского поселения Рыбинского района Ярославской области .
Деревня расположена на удалении около 1 км от автомобильной дороги Р104 на участке Углич-Рыбинск, примерно в 1 км к северу от расположенной на дороге деревни Сидорово, от которой к Малыгино ведёт грунтовая дорога. Деревня расположена на краю ненаселенного лесного массива, который простирается примерно на 6 км к северу вплоть до населенного района вдоль железнодорожной ветки Рыбинск-Сонково. Северо-западнее это болото Чистый Мох, которое покрыто сетью осушительных канав, а северо-восточнее местами заболоченный лес, который простирается на восток до долины реки Коровка.
Деревня Малыгина указана на плане Генерального межевания Рыбинского уезда 1792 года.
На 1 января 2007 года в деревне проживал 1 человек.. По почтовым данным в деревне 7 домов.
Транспортная связь через деревню Сидорово, оттуда автобус связывает село с Рыбинском, Мышкиным и Угличем. Администрация сельского поселения в поселке и центр врача общей практики находится в посёлке Искра Октября, почтовое отделение в селе Покров (оба по дороге в сторону Рыбинска).